# Lobelia gladiaria
Lobelia gladiaria är en klockväxtart som beskrevs av Mcvaugh. Lobelia gladiaria ingår i släktet lobelior, och familjen klockväxter. Inga underarter finns listade i Catalogue of Life.